# Malone (Texas)
Malone város az USA Texas államában, Hill megyében. Lakosainak száma 237 fő (2020. április 1.).

## Népesség
A település népességének változása:
| Lakosok száma | 278  | 269  | 237  |
|               | 2000 | 2010 | 2020 |